# Хариш, Иван
Иван Хариш (серб. Иван Хариш, хорв. Ivan Hariš; 17 ноября 1903, Слапно — 16 июля 1989, Загреб) — югославский военачальник, генерал-майор Югославской народной армии, Народный герой Югославии. В годы Народно-освободительной войны командовал группой диверсионных отрядов в Хорватии, был организатором почти всех крупных диверсий на территории Хорватии. Был известен под прозвищем «Илья-громовержец» (сербохорв. Илија Громовник / Ilija Gromovnik).

## Биография

### Ранние годы
Родился 17 ноября 1903 в селе Слапно близ Озаля в бедной крестьянской семье. У него было десять братьев и сестёр. Окончил начальную школу в Мали-Еряваце, где учился на столяра. Работал в Карловаце, там же вступил в революционное рабочее движение. За участие в забастовке в 1922 году был отправлен в тюрьму, после освобождения перебрался в Загреб, где продолжил свою деятельность. Отслужив год в армии, по совету своего брата уехал из страны.

### Путешествие по Америке
Первой страной, которую посетил Хариш, была Канада. Там он познакомился с революционными деятелями, однако из-за проблем с властями вынужден был уехать в Мексику, осев в Веракрусе. Там же он вступил в Социалистическую партию Югославии. В 1931 году он переехал в Панаму и устроился работать на мебельную фабрику, вступив в синдикат. За участие в забастовке его снова изгнали, и Харишу пришлось переехать в Колумбию, где он продолжал бороться за права трудящихся. 1 мая 1932 в Порто-Картехене он принял участие в демонстрациях под лозунгами «Хотим работы! Хотим хлеба!», за что был снова арестован и депортирован из страны.
Следующим пунктом остановки стал Эквадор, где в городе Кито Иван установил связи с социалистической партией во главе с Доминго Ромеро Тераном. Под лозунгом «Порабощённые народы Южной Америки, соединяйтесь!» эта партия подняла восстание в стране, которое продолжалось 13 дней (Иван нёс службу в армии повстанцев в качестве артиллериста). После подавления восстания бежал на Ориенте и некоторое время работал на золотом прииске на реке Напо. В 1934 году через Перу и Чили Иван приехал в Аргентину, где работал мостостроителем в национальном парке Сан-Карлос-де-Барилоче. Там он встретился с членами коммунистической партии, куда был принят. Активно занимался помощью различным международным рабочим организациям, состоял в организации «Красная помощь».

### Гражданская война в Испании и возвращение на родину
В 1936 году Иван добровольцем отправился воевать в Испанию на стороне республиканцев. В начале января 1937 года вступил в отряд Доминго Унгрии. Нёс службу в качестве диверсанта, по окончании военных курсов стал инструктором диверсионных отрядов. Его наставником был Илья Григорьевич Старинов, полковник инженерных войск СССР. В 1938 году занял должность советника в штабе 133-й диверсионной бригады 14-го диверсионного корпуса (Эстремадура). До конца войны работал переводчиком при посольстве СССР в Валенсии.
После окончания войны был отправлен в концлагерь Арделес (Франция), затем в Гирс и снова в Арделес. В марте 1941 года сбежал из лагеря и по просьбе партии и при помощи Владимира Четковича отправился в Югославию. Сначала Хариш сумел выбраться в Лион, где при помощи шведского консула устроился рабочим на алюминиевый завод АКЕН на Эльбе. Как трудящийся, он выпросил отпуск в размере 21 дня, после чего сбежал при первой же возможности из Германии в Австрию. В конце июня Иван прибыл в Загреб, на Тратинскую улицу в дом Штефицы Штрок-Црноевич, где встретил своих друзей из Испании. Из Загреба при помощи ЦК КПХ он выбрался в Карловац с Иосипом Крашем и Иваном Маринковичем.

### В годы Народно-освободительной войны
В июле 1941 года Карловацкий окружной комитет КПХ собрался на совещание в Задобарском лесу близ Карловаца. Иван Хариш как опытный диверсант попросил Ивана Маринковича, секретаря комитета, отправить его на те земли, где можно было бы проводить диверсии в максимально возможном масштабе. В середине августа Иван прибыл в Дрежницу, затем пришёл в Хорватское приморье и Горски-котар, где начал проводить первые диверсии. 9 сентября 1941 близ Лики на воздух взлетел итальянский поезд: сдетонировало 17 сундуков со взрывчаткой (по 25 кг взрывчатки в каждом). Через 10 дней в Сунгерском тоннеле взорвался второй поезд, при взрыве погибло 750 итальянских солдат.
Хариш занимался закупкой взрывчатых веществ, вербовал новых партизан и обучал их диверсионному делу. Постоянно он со своей группой устраивал диверсии, нанося противнику ущерб в живой силе и  технике, а также разрушая стратегически важные объекты. 26 февраля 1942 Иван на реке Мая на дороге Карловац — Цапраг взорвал железнодорожный мост, который был выведен из строя до конца войны. Аналогичные операции он провёл на дорогах Баня-Лука — Суня и Бихач — Суня, взрывы мостов там стали одними из крупнейших за всю войну. Хариш был также причастен к разрушению Воленьского виадука. Подобные события происходили во всей Хорватии: в Посавине, Лике, Славонии, Боснийской Краине и других землях.
Во время войны Иван создавал отдельные диверсионные группы, роты и батальоны, которые занимались подрывом дорог, мостов, железнодорожных станций, обрушением тоннелей, складов, уничтожением легковых и грузовых автомобилей и даже самолётов. Так, 19 июля 1944 на аэродроме Куриловец прогремел мощный взрыв: сдетонировало 800 тонн авиабомб, в результате чего аэродром был полностью разрушен, сгорели три самолёта, а ещё 300 немецких солдат стали жертвами взрыва. Эту диверсию также организовал Хариш. 15 августа 1942, ещё раньше, Иван организовал не менее мощную диверсию: на дороге Новоселац — Криж на мосте к Чесме он установил мину, на которую наехал шедший из Дижона поезд «Ориент Симплон». В результате взрыва поезд сошёл с рельс, был уничтожен 21 вагон, погибли 376 немецких офицеров, направлявшихся на Восточный фронт. Среди жертв также оказался представитель болгарской военной миссии, который вёл переговоры с Анте Павеличем.
В народе Ивана прозвали «Илья-громовержец» (сербохорв. Илија Громовник / Ilija Gromovnik), поскольку его диверсии становились громом среди ясного неба для оккупантов. Его подопечные на учебном аэродроме Боронгай 28 декабря 1944 организовали мощный взрыв, в результате которого взорвались пять самолётов: четыре Dornier Do 17 и один Junkers Ju 52 (личный самолёт Павелича). В ходе войны диверсантами было подорвано 1470 поездов неприятеля, обрушено 350 мостов, уничтожено 27 тысяч солдат и офицеров немецкой армии (в том числе три генерала). Сам Иван Хариш лично участвовал в уничтожении 150 поездов и 27 мостов. Его диверсии помогали не только очистить от сил противника территории, но и вывести американских лётчиков, чьи самолёты были сбиты авиацией и ПВО противника, в расположение частей югославских войск.
После войны он окончил Партийную школу и Высшую военную академию ЮНА. Занимал должности в Генеральном штабе инженерных войск, был начальником штаба управления инженерными войсками ЮНА. В отставку вышел в звании генерал-майора, написал две книги. Скончался 16 июля 1989 в Загребе. Награждён рядом орденов и медалей, в том числе Орденом Народного героя (25 сентября 1944).